# Extração sob refluxo
Extração sob refluxo é uma técnica de laboratório para análise química que consiste em  submeter um material à extração com um solvente em ebulição, em um aparelho constituído de um recipiente onde será transferido o material e o solvente, e acoplado a um condensador. O tubo interno do condensador é mantido frio por água fluindo pelo tubo externo. O vapor do solvente, ao entrar em contato com a parede interna refrigerada do condensador, se condensa e volta novamente para a solução, recuperando novamente o solvente, sendo recuperado, enquanto que o princípio ativo é recolhido em outro recipiente.